# III. Sancho kasztíliai király
III. (Óhajtott) Sancho (Toledo, 1134 – Toledo, 1158. augusztus 31.) a Burgundiai-házból származó kasztíliai király VII. Alfonz (1105 – 1157) kasztíliai és leóni király elsőszülött fia. Édesanyja a király első felesége, Barcelonai Berengária (1105 – 1149) volt; az Urgel – házból származó III. (Nagy) Rajmund Berengár (1082 – 1131), barcelonai gróf és Provence-i Dulcia (1090 körül – 1129 körül) leánya.

## Élete
III. Sancho csak egy évig volt Kasztília királya (1157 – 1158), alighogy rendezte öccsével, II. Ferdinánd (1137 – 1188) leóni királlyal a befolyási övezeteik megosztásából eredő nézeteltéréseket, váratlanul meghalt.
Utóda a fia, VIII. Alfonz (1155 – 1214) lett, akinek az édesanyja Navarrai Blanka (1133? – 1156), a Ximena – házból (más írásmódok szerint a Jimena – avagy Jiménez – házból) származó VI. (Újjáépítő) García (? – 1150) pamplonai/navarrai királynak és első feleségének, Margarita de l'Aigle-nek (1104? – 1141) a lánya.

## Kapcsolódó szócikk
- Burgundiai-ház

| Előző uralkodó: VII. Alfonz | Kasztília királya 1157 – 1158 | Következő uralkodó: VIII. Alfonz |